# Granyena de Segarra
Granyena de Segarra è un comune spagnolo di 149 abitanti situato nella comunità autonoma della Catalogna.